# 教育階段
教育階段是指一系列的學歷阶段，例如学前班、小学、中学和大学等等。世界各地的教育制度並不相同，因此不是每个人都會有相同的教育階段。少数国家近年来描述不同的阶段，而其他国家使用一个系统级的水平。每個教育階段通常以年為計算單位，稱為「年級」。教育階段的累積時間又稱為「學龄」。
注：本词条内容依照各国家和地区法律编写

## 各地区学历阶段
以下的年龄标准，是指没有留过级或晚读的年龄。

### 国际
联合国教科文组织把国际标准分类的教育系统（ISCED）分为七个层次的教育。这些范围从0级（学前教育）到6级（第二阶段高等教育）。联合国教科文组织国际教育局负责维护所有国家教育学年的一个数据库。

### 
在澳大利亚，儿童接受12年的正规教育（加上学前教育，幼儿园或一个“预备级”或“预备”）通常开始在四、五、六岁，完成时17岁或18。从1到12年级。
| 年级     | 年龄     | 学校 |
| -------- | -------- | ---- |
| 幼儿园   | 4        | 日托 |
| 幼儿园   | 5        | 日托 |
| 幼儿园   | 6        | 日托 |
| 学前教育 | 学前教育 |      |
| 学前教育 | 学前教育 | 7    |
| 1年级    | 小学     |      |
| 1年级    | 小学     | 8    |
| 2年级    | 小学     |      |
| 9        | 小学     |      |
| 3年级    | 小学     |      |
| 10       | 小学     |      |
| 4年级    | 小学     |      |
| 11       | 小学     |      |
| 5年级    | 小学     |      |
| 12       | 小学     |      |
| 6年级    | 小学     |      |
| 13       | 小学     |      |
| 7年级    | 中学     |      |
| 7年级    | 中学     | 14   |
| 8年级    | 中学     |      |
| 15       | 中学     |      |
| 9年级    | 中学     |      |
| 16       | 中学     |      |
| 10年级   | 中学     |      |
| 17       | 中学     |      |
| 11年级   | 中学     |      |
| 18       | 中学     |      |
| 12年级   | 中学     |      |

### 巴西
在巴西有三个层次的基本教育：幼儿园，教学基本和高中等教育，通常是18岁之前完成。基础教育是为了提供必要的最低的知识，它也可以用来选择未来的职业发展意识。
| 年级     | 年龄 | 学校     |
| -------- | ---- | -------- |
| 幼儿园   | 0–3  | 日托     |
| 学前教育 | 4–6  | 学前教育 |

- 小学

| 年级  | 年龄  | 学校  |
| ----- | ----- | ----- |
| 1年级 | 7     | 1年级 |
| 1年级 | 8     | 1年级 |
| 2年级 | 2年级 |       |
| 2年级 | 2年级 | 9     |
| 3年级 | 3年级 |       |
| 3年级 | 3年级 | 10    |
| 4年级 | 4年级 |       |
| 4年级 | 4年级 | 11    |
| 5年级 | 5年级 |       |
| 5年级 | 5年级 | 12    |
| 6年级 | 6年级 |       |
| 6年级 | 6年级 | 13    |
| 7年级 | 7年级 |       |
| 7年级 | 7年级 | 14    |
| 8年级 | 8年级 |       |
| 8年级 | 8年级 | 15    |
| 9年级 | 9年级 |       |

- 高中

| 年级  | 年龄   | 学校   |
| ----- | ------ | ------ |
| 1年级 | 16     | 10年级 |
| 1年级 | 17     | 10年级 |
| 2年级 | 11年级 |        |
| 2年级 | 11年级 | 18     |
| 3年级 | 12年级 |        |

### 中国大陆
在中国大陆，学年分为三个阶段，6年小学，3年的初中（哈尔滨市主城区为5年小学，4年的初中），3年高中。第一个九年(小学1 - 6和初中1 - 3)是强制性的，高级中等教育是自愿的。完成更高的中等教育或达到同等水平之前，需要进行一个可能接受高等教育（高等教育）的大学。
| 年级            | 年龄     | 学校  |
| --------------- | -------- | ----- |
| 一年级          | 6-7      | 小学  |
| 一年级          | 7-8      | 小学  |
| 二年级          |          | 小学  |
| 8-9             |          | 小学  |
| 三年级          |          | 小学  |
| 9-10            |          | 小学  |
| 四年级          |          | 小学  |
| 10-11           |          | 小学  |
| 五年级          |          | 小学  |
| 11-12           |          | 小学  |
| 六年级          |          | 小学  |
| 12-13           |          | 小学  |
| 七年级（初一）  | 初级中学 |       |
| 七年级（初一）  | 初级中学 | 13-14 |
| 八年级（初二）  | 初级中学 |       |
| 14-15           | 初级中学 |       |
| 九年级（初三）  | 初级中学 |       |
| 15-16           | 初级中学 |       |
| 十年级 (高一)   | 高级中学 |       |
| 十年级 (高一)   | 高级中学 | 16-17 |
| 十一年级 (高二) | 高级中学 |       |
| 17-18           | 高级中学 |       |
| 十二年级 (高三) | 高级中学 |       |

### 中華民國
中華民國（台澎金馬）自政府於1968年開始實施九年國民教育後，六年學制的國民小學和三年學制的國民中學教育對於台灣的所有及齡國民是一項應盡的義務，依《強迫入學條例》，未讓適齡子女入學之父母或監護人會被處以罰鍰。目前高级中等學校以上教育為自願性進修，而為提升國人教育水準，已在2014年實施十二年國民基本教育。
| 年齡                                                                             | 一般教育                                                                         | 一般教育                                                                         | 一般教育                                                                         | 一般教育                                                                         | 一般教育                                                                         | 一般教育                          | 一般教育                          | 一般教育                 | 特殊教育          | 進修教育           | 年級           |
| -------------------------------------------------------------------------------- | -------------------------------------------------------------------------------- | -------------------------------------------------------------------------------- | -------------------------------------------------------------------------------- | -------------------------------------------------------------------------------- | -------------------------------------------------------------------------------- | --------------------------------- | --------------------------------- | ------------------------ | ----------------- | ------------------ | -------------- |
| 30                                                                               | 研究所 碩士班                                                                    | 不適用                                                                           | 不適用                                                                           | 不適用                                                                           | 不適用                                                                           | 不適用                            | 不適用                            | 不適用                   | 不適用            | 不適用             |                |
| 29                                                                               | 研究所 碩士班                                                                    | 研究所 博士班                                                                    | 不適用                                                                           | 不適用                                                                           | 不適用                                                                           | 不適用                            | 不適用                            | 不適用                   | 不適用            | 不適用             | 博二           |
| 28                                                                               | 學士後學系                                                                       | 研究所 博士班                                                                    | 研究所 博士班                                                                    | 不適用                                                                           | 不適用                                                                           | 不適用                            | 不適用                            | 研究所 博士班            | 不適用            | 不適用             | 博一/博二      |
| 27                                                                               | 學士後學系                                                                       | 研究所 碩士班                                                                    | 研究所 博士班                                                                    | 研究所 博士班                                                                    | 研究所 博士班                                                                    | 研究所 博士班                     | 研究所 博士班                     | 研究所 博士班            | 不適用            | 不適用             | 碩二/博一/博二 |
| 26                                                                               | 學士後學系                                                                       | 研究所 碩士班                                                                    | 研究所 碩士班                                                                    | 研究所 博士班                                                                    | 研究所 博士班                                                                    | 研究所 博士班                     | 研究所 博士班                     | 研究所 碩士班            | 不適用            | 不適用             | 碩一/碩二/博一 |
| 25                                                                               | 學士後學系                                                                       | 大學 醫學系、 牙醫系                                                             | 研究所 碩士班                                                                    | 研究所 碩士班                                                                    | 研究所 碩士班                                                                    | 研究所 碩士班                     | 研究所 碩士班                     | 研究所 碩士班            | 不適用            | 空中大學           | 大六/碩一/碩二 |
| 24                                                                               | 學士後學系                                                                       | 大學 醫學系、 牙醫系                                                             | 大學 （部分學系）                                                                | 研究所 碩士班                                                                    | 研究所 碩士班                                                                    | 研究所 碩士班                     | 研究所 碩士班                     | 就業就職 工作 經驗       | 不適用            | 空中大學           | 大五/碩一      |
| 23                                                                               | 大學                                                                             | 大學 醫學系、 牙醫系                                                             | 大學 （部分學系）                                                                | 大學 （一般學系）                                                                | 四年制 技術學院 科技大學 （四技）                                                | 二年制 技術學院 科技大學 （二技） | 二年制 技術學院 科技大學 （二技） | 就業就職 工作 經驗       | 不適用            | 進修學院           | 大四/二技二    |
| 22                                                                               | 大學                                                                             | 大學 醫學系、 牙醫系                                                             | 大學 （部分學系）                                                                | 大學 （一般學系）                                                                | 四年制 技術學院 科技大學 （四技）                                                | 二年制 技術學院 科技大學 （二技） | 二年制 技術學院 科技大學 （二技） | 就業就職 工作 經驗       | 不適用            | 進修學院           | 大三/二技一    |
| 21                                                                               | 大學                                                                             | 大學 醫學系、 牙醫系                                                             | 大學 （部分學系）                                                                | 大學 （一般學系）                                                                | 四年制 技術學院 科技大學 （四技）                                                | 二年制 專科學校 （二專）          | 五年制 專科學校 （五專）          | 五年制 專科學校 （五專） | 不適用            | 進修專校           | 大二/專五      |
| 20                                                                               | 大學                                                                             | 大學 醫學系、 牙醫系                                                             | 大學 （部分學系）                                                                | 大學 （一般學系）                                                                | 四年制 技術學院 科技大學 （四技）                                                | 二年制 專科學校 （二專）          | 五年制 專科學校 （五專）          | 五年制 專科學校 （五專） | 不適用            | 進修專校           | 大一/專四      |
| 19                                                                               | 大學                                                                             | 大學 醫學系、 牙醫系                                                             | 大學 （部分學系）                                                                | 大學 （一般學系）                                                                | 四年制 技術學院 科技大學 （四技）                                                | 二年制 專科學校 （二專）          | 五年制 專科學校 （五專）          | 五年制 專科學校 （五專） | 不適用            | 進修專校           | 大一/專四      |
| 普通型高級中等學校（高中） 技術型高級中等學校（高職） 綜合型高級中等學校（綜高） | 普通型高級中等學校（高中） 技術型高級中等學校（高職） 綜合型高級中等學校（綜高） | 普通型高級中等學校（高中） 技術型高級中等學校（高職） 綜合型高級中等學校（綜高） | 普通型高級中等學校（高中） 技術型高級中等學校（高職） 綜合型高級中等學校（綜高） | 普通型高級中等學校（高中） 技術型高級中等學校（高職） 綜合型高級中等學校（綜高） | 普通型高級中等學校（高中） 技術型高級中等學校（高職） 綜合型高級中等學校（綜高） | 高中職 特殊學校                   | 五年制 專科學校 （五專）          | 五年制 專科學校 （五專） | 高級中等 進修學校 | 十二年級/高三/專三 |                |
| 普通型高級中等學校（高中） 技術型高級中等學校（高職） 綜合型高級中等學校（綜高） | 普通型高級中等學校（高中） 技術型高級中等學校（高職） 綜合型高級中等學校（綜高） | 普通型高級中等學校（高中） 技術型高級中等學校（高職） 綜合型高級中等學校（綜高） | 普通型高級中等學校（高中） 技術型高級中等學校（高職） 綜合型高級中等學校（綜高） | 普通型高級中等學校（高中） 技術型高級中等學校（高職） 綜合型高級中等學校（綜高） | 普通型高級中等學校（高中） 技術型高級中等學校（高職） 綜合型高級中等學校（綜高） | 高中職 特殊學校                   | 五年制 專科學校 （五專）          | 五年制 專科學校 （五專） | 高級中等 進修學校 | 十二年級/高三/專三 | 18             |
| 普通型高級中等學校（高中） 技術型高級中等學校（高職） 綜合型高級中等學校（綜高） | 普通型高級中等學校（高中） 技術型高級中等學校（高職） 綜合型高級中等學校（綜高） | 普通型高級中等學校（高中） 技術型高級中等學校（高職） 綜合型高級中等學校（綜高） | 普通型高級中等學校（高中） 技術型高級中等學校（高職） 綜合型高級中等學校（綜高） | 普通型高級中等學校（高中） 技術型高級中等學校（高職） 綜合型高級中等學校（綜高） | 普通型高級中等學校（高中） 技術型高級中等學校（高職） 綜合型高級中等學校（綜高） | 高中職 特殊學校                   | 五年制 專科學校 （五專）          | 五年制 專科學校 （五專） | 高級中等 進修學校 | 十一年級/高二/專二 |                |
| 普通型高級中等學校（高中） 技術型高級中等學校（高職） 綜合型高級中等學校（綜高） | 普通型高級中等學校（高中） 技術型高級中等學校（高職） 綜合型高級中等學校（綜高） | 普通型高級中等學校（高中） 技術型高級中等學校（高職） 綜合型高級中等學校（綜高） | 普通型高級中等學校（高中） 技術型高級中等學校（高職） 綜合型高級中等學校（綜高） | 普通型高級中等學校（高中） 技術型高級中等學校（高職） 綜合型高級中等學校（綜高） | 普通型高級中等學校（高中） 技術型高級中等學校（高職） 綜合型高級中等學校（綜高） | 高中職 特殊學校                   | 五年制 專科學校 （五專）          | 五年制 專科學校 （五專） | 高級中等 進修學校 | 17                 |                |
| 普通型高級中等學校（高中） 技術型高級中等學校（高職） 綜合型高級中等學校（綜高） | 普通型高級中等學校（高中） 技術型高級中等學校（高職） 綜合型高級中等學校（綜高） | 普通型高級中等學校（高中） 技術型高級中等學校（高職） 綜合型高級中等學校（綜高） | 普通型高級中等學校（高中） 技術型高級中等學校（高職） 綜合型高級中等學校（綜高） | 普通型高級中等學校（高中） 技術型高級中等學校（高職） 綜合型高級中等學校（綜高） | 普通型高級中等學校（高中） 技術型高級中等學校（高職） 綜合型高級中等學校（綜高） | 高中職 特殊學校                   | 五年制 專科學校 （五專）          | 五年制 專科學校 （五專） | 高級中等 進修學校 | 十年級/高一/專一   |                |
| 普通型高級中等學校（高中） 技術型高級中等學校（高職） 綜合型高級中等學校（綜高） | 普通型高級中等學校（高中） 技術型高級中等學校（高職） 綜合型高級中等學校（綜高） | 普通型高級中等學校（高中） 技術型高級中等學校（高職） 綜合型高級中等學校（綜高） | 普通型高級中等學校（高中） 技術型高級中等學校（高職） 綜合型高級中等學校（綜高） | 普通型高級中等學校（高中） 技術型高級中等學校（高職） 綜合型高級中等學校（綜高） | 普通型高級中等學校（高中） 技術型高級中等學校（高職） 綜合型高級中等學校（綜高） | 高中職 特殊學校                   | 五年制 專科學校 （五專）          | 五年制 專科學校 （五專） | 高級中等 進修學校 | 16                 |                |
| 國民中學 （國中）                                                                | 國民中學 （國中）                                                                | 國民中學 （國中）                                                                | 國民中學 （國中）                                                                | 國民中學 （國中）                                                                | 國民中學 （國中）                                                                | 國民中學 （國中）                 | 國民中學 （國中）                 | 國中 特殊教育            | 國中補校          | 九年級             |                |
| 國民中學 （國中）                                                                | 國民中學 （國中）                                                                | 國民中學 （國中）                                                                | 國民中學 （國中）                                                                | 國民中學 （國中）                                                                | 國民中學 （國中）                                                                | 國民中學 （國中）                 | 國民中學 （國中）                 | 國中 特殊教育            | 國中補校          | 九年級             | 15             |
| 國民中學 （國中）                                                                | 國民中學 （國中）                                                                | 國民中學 （國中）                                                                | 國民中學 （國中）                                                                | 國民中學 （國中）                                                                | 國民中學 （國中）                                                                | 國民中學 （國中）                 | 國民中學 （國中）                 | 國中 特殊教育            | 國中補校          | 八年級             |                |
| 國民中學 （國中）                                                                | 國民中學 （國中）                                                                | 國民中學 （國中）                                                                | 國民中學 （國中）                                                                | 國民中學 （國中）                                                                | 國民中學 （國中）                                                                | 國民中學 （國中）                 | 國民中學 （國中）                 | 國中 特殊教育            | 國中補校          | 14                 |                |
| 國民中學 （國中）                                                                | 國民中學 （國中）                                                                | 國民中學 （國中）                                                                | 國民中學 （國中）                                                                | 國民中學 （國中）                                                                | 國民中學 （國中）                                                                | 國民中學 （國中）                 | 國民中學 （國中）                 | 國中 特殊教育            | 國中補校          | 七年級             |                |
| 國民中學 （國中）                                                                | 國民中學 （國中）                                                                | 國民中學 （國中）                                                                | 國民中學 （國中）                                                                | 國民中學 （國中）                                                                | 國民中學 （國中）                                                                | 國民中學 （國中）                 | 國民中學 （國中）                 | 國中 特殊教育            | 國中補校          | 13                 |                |
| 國民小學 （國小）                                                                | 國民小學 （國小）                                                                | 國民小學 （國小）                                                                | 國民小學 （國小）                                                                | 國民小學 （國小）                                                                | 國民小學 （國小）                                                                | 國民小學 （國小）                 | 國民小學 （國小）                 | 國小 特殊教育            | 國小補校          | 六年級             |                |
| 國民小學 （國小）                                                                | 國民小學 （國小）                                                                | 國民小學 （國小）                                                                | 國民小學 （國小）                                                                | 國民小學 （國小）                                                                | 國民小學 （國小）                                                                | 國民小學 （國小）                 | 國民小學 （國小）                 | 國小 特殊教育            | 國小補校          | 六年級             | 12             |
| 國民小學 （國小）                                                                | 國民小學 （國小）                                                                | 國民小學 （國小）                                                                | 國民小學 （國小）                                                                | 國民小學 （國小）                                                                | 國民小學 （國小）                                                                | 國民小學 （國小）                 | 國民小學 （國小）                 | 國小 特殊教育            | 國小補校          | 五年級             |                |
| 國民小學 （國小）                                                                | 國民小學 （國小）                                                                | 國民小學 （國小）                                                                | 國民小學 （國小）                                                                | 國民小學 （國小）                                                                | 國民小學 （國小）                                                                | 國民小學 （國小）                 | 國民小學 （國小）                 | 國小 特殊教育            | 國小補校          | 11                 |                |
| 國民小學 （國小）                                                                | 國民小學 （國小）                                                                | 國民小學 （國小）                                                                | 國民小學 （國小）                                                                | 國民小學 （國小）                                                                | 國民小學 （國小）                                                                | 國民小學 （國小）                 | 國民小學 （國小）                 | 國小 特殊教育            | 國小補校          | 四年級             |                |
| 國民小學 （國小）                                                                | 國民小學 （國小）                                                                | 國民小學 （國小）                                                                | 國民小學 （國小）                                                                | 國民小學 （國小）                                                                | 國民小學 （國小）                                                                | 國民小學 （國小）                 | 國民小學 （國小）                 | 國小 特殊教育            | 國小補校          | 10                 |                |
| 國民小學 （國小）                                                                | 國民小學 （國小）                                                                | 國民小學 （國小）                                                                | 國民小學 （國小）                                                                | 國民小學 （國小）                                                                | 國民小學 （國小）                                                                | 國民小學 （國小）                 | 國民小學 （國小）                 | 國小 特殊教育            | 國小補校          | 三年級             |                |
| 國民小學 （國小）                                                                | 國民小學 （國小）                                                                | 國民小學 （國小）                                                                | 國民小學 （國小）                                                                | 國民小學 （國小）                                                                | 國民小學 （國小）                                                                | 國民小學 （國小）                 | 國民小學 （國小）                 | 國小 特殊教育            | 國小補校          | 9                  |                |
| 國民小學 （國小）                                                                | 國民小學 （國小）                                                                | 國民小學 （國小）                                                                | 國民小學 （國小）                                                                | 國民小學 （國小）                                                                | 國民小學 （國小）                                                                | 國民小學 （國小）                 | 國民小學 （國小）                 | 國小 特殊教育            | 國小補校          | 二年級             |                |
| 國民小學 （國小）                                                                | 國民小學 （國小）                                                                | 國民小學 （國小）                                                                | 國民小學 （國小）                                                                | 國民小學 （國小）                                                                | 國民小學 （國小）                                                                | 國民小學 （國小）                 | 國民小學 （國小）                 | 國小 特殊教育            | 國小補校          | 8                  |                |
| 國民小學 （國小）                                                                | 國民小學 （國小）                                                                | 國民小學 （國小）                                                                | 國民小學 （國小）                                                                | 國民小學 （國小）                                                                | 國民小學 （國小）                                                                | 國民小學 （國小）                 | 國民小學 （國小）                 | 國小 特殊教育            | 國小補校          | 一年級             |                |
| 國民小學 （國小）                                                                | 國民小學 （國小）                                                                | 國民小學 （國小）                                                                | 國民小學 （國小）                                                                | 國民小學 （國小）                                                                | 國民小學 （國小）                                                                | 國民小學 （國小）                 | 國民小學 （國小）                 | 國小 特殊教育            | 國小補校          | 7                  |                |
| 幼兒園                                                                           | 幼兒園                                                                           | 幼兒園                                                                           | 幼兒園                                                                           | 幼兒園                                                                           | 幼兒園                                                                           | 幼兒園                            | 幼兒園                            | 幼兒 特殊教育            | 不適用            | 不適用             |                |
| 幼兒園                                                                           | 幼兒園                                                                           | 幼兒園                                                                           | 幼兒園                                                                           | 幼兒園                                                                           | 幼兒園                                                                           | 幼兒園                            | 幼兒園                            | 幼兒 特殊教育            | 不適用            | 不適用             | 6              |
| 幼兒園                                                                           | 幼兒園                                                                           | 幼兒園                                                                           | 幼兒園                                                                           | 幼兒園                                                                           | 幼兒園                                                                           | 幼兒園                            | 幼兒園                            | 幼兒 特殊教育            | 不適用            | 不適用             | 5              |
| 幼兒園                                                                           | 幼兒園                                                                           | 幼兒園                                                                           | 幼兒園                                                                           | 幼兒園                                                                           | 幼兒園                                                                           | 幼兒園                            | 幼兒園                            | 幼兒 特殊教育            | 不適用            | 不適用             | 4              |
| 幼兒園                                                                           | 幼兒園                                                                           | 幼兒園                                                                           | 幼兒園                                                                           | 幼兒園                                                                           | 幼兒園                                                                           | 幼兒園                            | 幼兒園                            | 幼兒 特殊教育            | 不適用            | 不適用             | 3              |

### 香港
香港的教育系统是基于英国的教育系统，可选的幼儿园，6年的小学和6年的中学，在2012年前有7年的中學，其次是大学4－5年。香港教育的特点是学校一般用中文（粵語或普通話）或英文授课。
| 年齡 | 年級     | 教育階段     | 教育階段     | 教育階段             | 學校   | 學校   | 學校   |
| ---- | -------- | ------------ | ------------ | -------------------- | ------ | ------ | ------ |
| 2    | N1       | 學前教育     | 學前教育     | 學前教育             | 幼兒園 | 幼兒園 | 幼兒園 |
| 3    | K1       | 學前教育     | 學前教育     | 學前教育             | 幼兒園 | 幼兒園 | 幼兒園 |
| 4    | K2       | 學前教育     | 學前教育     | 學前教育             | 幼兒園 | 幼兒園 | 幼兒園 |
| 5    | K3       | 學前教育     | 學前教育     | 學前教育             | 幼兒園 | 幼兒園 | 幼兒園 |
| 6    | 小一     | 小學教育     | 小學教育     | 小學教育             | 小學   | 小學   |        |
| 7    | 小二     | 小學教育     | 小學教育     | 小學教育             | 小學   | 小學   |        |
| 8    | 小三     | 小學教育     | 小學教育     | 小學教育             | 小學   | 小學   |        |
| 9    | 小四     | 小學教育     | 小學教育     | 小學教育             | 小學   | 小學   |        |
| 10   | 小五     | 小學教育     | 小學教育     | 小學教育             | 小學   | 小學   |        |
| 11   | 小六     | 小學教育     | 小學教育     | 小學教育             | 小學   | 小學   |        |
| 12   | 中一     | 中學教育     | 中學教育     | 中學教育             | 中學   |        |        |
| 13   | 中二     | 中學教育     | 中學教育     | 中學教育             | 中學   |        |        |
| 14   | 中三     | 中學教育     | 中學教育     | 中學教育             | 中學   |        |        |
| 15   | 中四     | 香港中學文憑 | 中學教育     | GCSE / iGCSE         | 中學   |        |        |
| 16   | 中五     | 香港中學文憑 | 國際文憑組織 | GCSE / iGCSE         | 中學   |        |        |
| 17   | 中六     | 香港中學文憑 | 國際文憑組織 | 普通教育高級程度證書 | 中學   |        |        |
| 18+  | 專上教育 | 高級文憑     | 學士學位     | 普通教育高級程度證書 | 大學   |        |        |

### 新加坡
在新加坡，在孩子年满6岁必须接受义务教育，一直持续十年。然而，多数儿童接受学前教育跨越两到三年在进入小学后，他们会转移到一所中学。以下有两个年龄，后者是到了生日的年龄。
| 级别      | 年龄  | 学校      |
| --------- | ----- | --------- |
| 学前教育  | 3–6   | 日托      |
| 1年级小学 | 6–7   | 小学      |
| 2年级小学 | 7–8   | 小学      |
| 3年级小学 | 8–9   | 小学      |
| 4年级小学 | 9–10  | 小学      |
| 5年级小学 | 10–11 | 小学      |
| 6年级小学 | 11–12 | 小学      |
| 1年级初中 | 12–13 | 中学&高中 |
| 2年级初中 | 13–14 | 中学&高中 |
| 3年级初中 | 14–15 | 中学&高中 |
| 4年级初中 | 15–16 | 中学&高中 |
| 5年级高中 | 16–17 | 中学&高中 |
| 6年级高中 | 17–18 | 中学&高中 |
| 大学      | 18+   | 大学      |

### 马来西亚
在大马，孩子年满6岁則必须接受义务教育，一直持续至17歲為止。在政府中学就读的学生在17岁后学生可选择继续进修，进入6年纪高中（又称STPM/Form6），也可以直接进入大学续读。还有部分学生在5年纪高中毕业后选择出社会工作。 而在私人中学（宽柔中学）就读的学生则必须读完6年纪高中（又称Form6/STPM） 才可以进入大学。
| 级别                                                       | 年龄 | 学校 |
| ---------------------------------------------------------- | ---- | ---- |
| 学前教育                                                   | 3–6  | 日托 |
| 1年级小学                                                  | 7    | 小学 |
| 2年级小学                                                  | 8    | 小学 |
| 3年级小学                                                  | 9    | 小学 |
| 4年级小学                                                  | 10   | 小学 |
| 5年级小学                                                  | 11   | 小学 |
| 6年级小学                                                  | 12   | 小学 |
| 1年级初中（初一）（初中）                                  | 13   | 中学 |
| 2年级初中（初二）                                          | 14   | 中学 |
| 3年级初中（初三）                                          | 15   | 中学 |
| 4年级高中（高一）（高中）                                  | 16   | 中学 |
| 5年级高中（高二）（毕业获得SPM文凭）                       | 17   | 中学 |
| 6年级高中（非强制性教育又称STPM）                          | 18   | 中学 |
| 大学 （获得SPM文凭后可选择进入STPM续读又或是直接进入大学） | 18+  | 大学 |

### 新西兰
在新西兰的孩子需依法参加10年的教育教学，从6岁到16岁。法律还提供了在相同的立法，所有的人被允许参加免费教育到18岁，这项立法是1989年的教育法案。孩子们在小学招收五岁的时候，从多年的学生参加小学1 - 6年级。在7和8年级参加一个联合学校（1 - 8或7 - 13）。最后一年的免费教育是中学。新西兰也有一个旧的教育分期系统。
- 小学

| 年级 | 年龄  | 形式水平 |
| ---- | ----- | -------- |
| 1    | 5–6   |          |
| 2    | 6–7   |          |
| 3    | 7–8   |          |
| 4    | 8–9   |          |
| 5    | 9–10  |          |
| 6    | 10–11 |          |

- 初级中学

| 年级 | 年龄  | 形式水平 |
| ---- | ----- | -------- |
| 7    | 11–12 | 1        |
| 8    | 12–13 | 2        |

- 中学

| 年级 | 年龄  | 形式水平 |
| ---- | ----- | -------- |
| 9    | 13–14 | 3        |
| 10   | 14–15 | 4        |
| 11   | 15–16 | 5        |
| 12   | 16–17 | 6        |
| 13   | 17–18 | 7        |

### 菲律賓
在菲律宾，只有十年的义务教育。菲律宾教育分为三阶段，小学、初中和高中。最初的十年的义务教育，现在是提高到十二年的教育，2012年6月正式实施。
| 年级   | 年龄  | 学校     | 学历階段 |
| ------ | ----- | -------- | -------- |
| 幼儿园 | 4–5   | 学前教育 | 小学     |
| 1年级  | 5–6   | 小学     | 小学     |
| 2年级  | 6–7   | 小学     | 小学     |
| 3年级  | 7–8   | 小学     | 小学     |
| 4年级  | 8–9   | 小学     | 小学     |
| 5年级  | 9–10  | 小学     | 小学     |
| 6年级  | 10–11 | 小学     | 小学     |
| 7年级  | 11–12 | 中学     | 初级中学 |
| 8年级  | 12–13 | 中学     | 初级中学 |
| 9年级  | 13–14 | 中学     | 初级中学 |
| 10年级 | 14–15 | 中学     | 初级中学 |
| 11年级 | 15–16 | 中学     | 高级中学 |
| 12年级 | 16–17 | 中学     | 高级中学 |

### 俄羅斯
在俄罗斯，义务教育持续八或九年，孩子年满六七岁就开始接受教育。小学的第一阶段可以持续要么3年或4年。之后的第一阶段5年级的所有学生进入，因此学生开始的7岁时不参加第四等级。
| 年级     | 年龄  | 学校     |
| -------- | ----- | -------- |
| 学前教育 | 1-2   | 早期教育 |
| 幼儿园   | 3-6   | 早期教育 |
| 1年级    | 6–7   | 小学     |
| 2年级    | 7–8   | 小学     |
| 3年级    | 8–9   | 小学     |
| 4年级    | 9-10  | 小学     |
| 5年级    | 10–11 | 中学     |
| 6年级    | 11–12 | 中学     |
| 7年级    | 12–13 | 中学     |
| 8年级    | 13–14 | 中学     |
| 9年级    | 14–15 | 中学     |
| 10年级   | 15–16 | 高级中学 |
| 11年级   | 16–17 | 高级中学 |

### 英格兰和
在英格兰和威尔士，教育分为两个阶段：初等教育和中等教育。在国家教学课程里所需的评估发生在年2与6年级和11年级（普通中等教育证书）。学校教育是一般随后两年的继续教育，随后升入大学。
| 年级     | 年龄  | 学校 | 学历階段 |
| -------- | ----- | ---- | -------- |
| 接待学校 | 4–5   | 小学 | 学前     |
| 小一     | 5–6   | 小学 | 学階一   |
| 小二     | 6–7   | 小学 | 学階一   |
| 小三     | 7–8   | 小学 | 学階一   |
| 小四     | 8–9   | 小学 | 学階二   |
| 小五     | 9–10  | 小学 | 学階二   |
| 小六     | 10–11 | 小学 | 学階二   |
| 高一     | 11–12 | 高中 | 学階三   |
| 高二     | 12–13 | 高中 | 学階三   |
| 高三     | 13–14 | 高中 | 学階三   |
| 高四     | 14–15 | 高中 | 学階四   |
| 高五     | 15–16 | 高中 | 学階四   |
| 高六     | 16–17 | 学院 | 学階五   |
| 高七     | 17–18 | 学院 | 学階五   |

### 北爱尔兰
北爱尔兰教育类似威尔士，但是部分地方有显著的差异：教育是义务在只有12年。
| 年级   | 年龄  | 学校 | 学历階段 |
| ------ | ----- | ---- | -------- |
| 1年级  | 4–5   | 小学 | 基础学年 |
| 2年级  | 5–6   | 小学 | 基础学年 |
| 3年级  | 6–7   | 小学 | 1学年    |
| 4年级  | 7–8   | 小学 | 1学年    |
| 5年级  | 8–9   | 小学 | 2学年    |
| 6年级  | 9–10  | 小学 | 2学年    |
| 7年级  | 10–11 | 小学 | 2学年    |
| 8年级  | 11–12 | 中学 | 3学年    |
| 9年级  | 12–13 | 中学 | 3学年    |
| 10年级 | 13–14 | 中学 | 3学年    |
| 11年级 | 14–15 | 中学 | 4学年    |
| 12年级 | 15–16 | 中学 | 4学年    |
| 13年级 | 16–17 | 中学 | 5学年    |
| 14年级 | 17–18 | 中学 | 5学年    |

### 苏格兰
在苏格兰，教育分为两个阶段：初等教育和中等教育。在4到12岁，小学教育。
| 年级     | 年龄  | 学校 |
| -------- | ----- | ---- |
| 学前教育 | 3–5   |      |
| 1年级    | 4–6   | 小学 |
| 2年级    | 5–7   | 小学 |
| 3年级    | 6–8   | 小学 |
| 4年级    | 7–9   | 小学 |
| 5年级    | 8–10  | 小学 |
| 6年级    | 9–11  | 小学 |
| 7年级    | 10–12 | 小学 |
| 1年级    | 11–13 | 中学 |
| 2年级    | 12–14 | 中学 |
| 3年级    | 13–15 | 中学 |
| 4年级    | 14–16 | 中学 |
| 5年级    | 15–17 | 中学 |
| 6年级    | 16–18 | 中学 |

### 美国和加拿大
在加拿大（除了魁北克省）和美国，一个额外的前级称为幼儿园是现在大多数地区的教育标准。
| 年级         | 美国教育      | 加拿大教育    |
| 幼儿园       | 幼儿园        | 幼儿园        |
| ------------ | ------------- | ------------- |
| 2-3          | 1年级学前教育 | 1年级学前教育 |
| 3-4          | 2年级学前教育 | 2年级学前教育 |
| 4-5          | 3年级学前教育 | 3年级学前教育 |
| 小学         |               |               |
| 5–6          | 幼儿园        | 幼儿园        |
| 6–7          | 1年级         | 1年级         |
| 7–8          | 2年级         | 2年级         |
| 8–9          | 3年级         | 3年级         |
| 9–10         | 4年级         | 4年级         |
| 10–11        | 5年级         | 5年级         |
| 初级中学     |               |               |
| 11–12        | 6年级         | 6年级         |
| 12–13        | 7年级         | 7年级         |
| 13–14        | 8年级         | 8年级         |
| 高级中学     |               |               |
| 14–15        | 9年级         | 9年级         |
| 15–16        | 10年级        | 10年级        |
| 16–17        | 11年级        | 11年级        |
| 17–18        | 12年级        | 12年级        |
| 学院（大学） |               |               |
| 18–19        | 新生          | 新生          |
| 19–20        | 大二          | 大二          |
| 20–21        | 大三          | 大三          |
| 21–22        | 大四          | 大四          |

## 關聯條目
- 學歷
- 學位
- 教育社會學
- 學校
- 小學
- 中學
- 大學
- 高等教育
- 短期大學
- 大學列表
- 大學群
- 學閥
- 學歷難民
- 學歷主義
- 年度（日语：年度）